# Лажна трудноћа
Лажна трудноћа (или pseudocyesis, од грчког pseudes „лажна“ и kyesis „трудноћа“) јесте појава клиничких или субклиничких знакова и симптома повезаних са трудноћом иако особа физички не носи фетус. Погрешан утисак да је особа трудна дају знакови и симптоми као што су осетљиве груди са секретом, раст стомака, одложени менструални циклуси и субјективни осећаји фетуса у покрету. Преглед, ултразвук и тестови на трудноћу могу се користити да би се искључила лажна трудноћа.
Лажна трудноћа има изражену психијатријску компоненту као и физичке манифестације трудноће. Може бити узроковано траумом (било физичком или менталном), хемијском неравнотежом хормона, као и одређеним здравственим стањима. Психолошки фактори који доприносе развоју лажне трудноће су снажна жељау за трудноћом или погрешно тумачење објективних телесних сензација. У ретким случајевима мушкарци могу искусити лажне симптоме трудноће, који се могу јавити када је њихова друга друга жена трудна и суочава се са симптомима трудноће.
Психотерапија, фармакотерапија антидепресивима или антипсихотицима, хормонска терапија и киретажа материце су понекад потребни као третман.
У деловима света у развоју као што су Индија и подсахарска Африка, учесталост лажне трудноће је већа. У руралним подручјима има више случајева лажне трудноће јер тамошње жене ређе прегледају здравствени радници или бабице.

## Класификација
У Дијагностичком и статистичком приручнику за менталне поремећаје (ДСМ-5), лажна трудноћа је заведена као поремећај соматских симптома; наведена је под „није класификована на другом месту“, што значи да је у категорији за себе, која се разликује од других поремећаја соматских симптома као што је конверзивни поремећај.

## Знаци и симптоми
Симптоми су слични симптомима праве трудноће. Знаци лажне трудноће укључују аменореју (изостанак менструације), галактореју (отицање млека из дојке), повећање груди, повећање телесне тежине, раст стомака, осећај покрета и контракција фетуса, мучнину и повраћање, промене у материци и грлићу материце, као и учестало мокрење.
Надутост абдомена је најчешћи симптом.
Трајање симптома обично се креће од неколико недеља до девет месеци.

## Узроци
Прецизни разлози који стоје иза лажне трудноће нису у потпуности схваћени, али психолошке и ендокрине компоненте могу играти значајну улогу. Жене које доживљавају лажну трудноћу често доживљавају повезана осећања стреса, страха, ишчекивања и опште емоционалне сметње. Ове јаке емоције, заједно са дисфункционалним променама у хормонској регулацији, могу значајно повећати ниво пролактина. Пролактинемија (висок ниво пролактина) може довести до многих симптома праве трудноће, као што су аменореја, галактореја и осетљивост дојки. Појачана активност централног нервног система може допринети надимању стомака, осећају покрета фетуса и претпостављеним контракцијским боловима које доживљавају многе жене са лажном трудноћом.
Ендокрине промене примећене код псеудоциезе укључују смањење нивоа допамина, повећање активности нервног система или дисфункцију централног нервног система. Ове промене могу бити узрочници  аменореје, галактореје и хиперпролактинемију, уочене код лажно трудних жена. Повећана активност симпатикуса је повезана са повећањем абдомена, као и са очигледним осећајем покрета и контракција фетуса.
Отприлике једна од шест лажних трудноћа је потенцијално под утицајем пратећих медицинских или хируршких стања укључујући камен у жучи, туморе абдомена, хиперпролактинемију, констипацију, јајоводне цисте и ахалазију једњака.
Психијатријски поремећаји, као што су анксиозност или афективни поремећаји, поремећаји личности и шизофренија су уобичајени међу женама са лажном трудноћом и могу бити повезани са њеним развојем. Неке жене са депресијом могу добити на тежини због смањене физичке активности и лоших навика у исхрани. Антипсихотици могу изазвати симптоме сличне трудноћи као што су аменореја, галактореја, осетљивост дојки и повећање телесне тежине кроз подизање нивоа пролактина.